# Ašot II. Armenski
Ašot II. (armensko Աշոտ Բ, Ašot B) je bil od leta 914 do 929 kralj Bagratidske Armenije, * ni znano, † 929. 
Bil je sin in naslednik kralja Smbata I. Njegovo vladavino so zaznamovali upori vazalov in pretendentov na prestol, pa tudi tuji vdori tujcev, ki jih je Ašot uspešno odbijal, zaradi česar se ga spominjajo pod vzdevkom Jerkat (Երկաթ) - Železni.

## Vladanje
Ašot II. je leta 914 nasledil svojega očeta Smbata I. Smbat je branil svoje kraljestvo pred invazijo atropatenskega emirja Jusufa Ibn Abi'l-Sadža, ko se je predal, pa ga je Jusuf v Jernjaku mučil in obglavil. Ko je Aštot II. prevzel oblast nad osrednjim delom Armenije, je Jusuf v Dvinu za protikralja Bagratidske Armenije postavil Ašotovega bratranca, ki se je tudi menoval Ašot. Ašot II., ki so ga preganjale Jusufove sile, je obiskal Konstantinopel, da bi prosil za pomoč cesarico Zojo Karbonopsino. V Konstantinoplu so ga lepo sprejeli in zbrali vojsko, ki naj bi pomagala Armeniji premagati Arabce. Vojska pod poveljstvom domestika šol Leona Fokasa starejšega, ki je spremljala Ašota II., je naslednje leto vzdolž zgornjega Evfrata vdrla v Taron in naletela na majhen odpor Arabcev.
Protikralj Ašot in Jusufova vojska nista mogla ustaviti napredovanja bizantinske vojske, ki se je zaradi prihajajoče zime ustavila pred Dvinom. Medtem se je okrepil tudi položaj Ašota II. v Armeniji in njegova vojska je Arabcem povzročila velike izgube. Protikralju Ašotu je še vedno uspelo obvladovati Dvin. Državljanska vojna je divjala od leta 918 do 920, ko je protikralj končno priznal poraz.  
V Armeniji je prišlo tudi do številnih drugih uporov, a je Ašotu II. uspelo vse upore zatreti. Leta 919 je Jusuf sprožil neuspešen upor proti kalifu, zato ga je kalif zamenjal z  Armencem veliko bolj naklonjenim arabskim guvernerjem Subukom. Leta 922 je abasidski kalif v Bagdadu Ašota II. priznal za vladarja Armenije, Subuk kot guverner Atropatene pa ga je priznal za šahanšaha oziroma "kralja kraljev".
Bizantinci so postali zaskrbljeni zaradi tesnih odnosov Ašota II. z Arabci. V Armenijo so poslali novo vojsko pod vodstvom domestika šol Ivana Kurkuasa, da bi spodkopali Ašotov položaj kralja in podprli upornike, ki so se borili proti njemu. Leta 922 je Kurkuas dosegel Dvin, ki so ga skupaj branili Armenci in Arabci, in poskus zavzetja mesta mu je spodletel.
Leta 923 je kalif, ki se je soočal z domačimi težavami, osvobodil Jusufa Ibn Abi'l-Sadža. Slednji se je vrnil v Armenijo, da bi sprostil svojo jezo proti Ašotu II. Od armenskih vladarjev je zahteval plačevanje davkov, a je naletel na znaten odpor Ašota II. Ašotu II. je vedno znova uspelo premagati in razbiti arabske vojske, ki so bile več let zapored poslane proti njemu. Drugi neuspešni poskus Kurkuasa, da bi zavzel Dvin leta 927/928, je sovpadal z zmagama Ašota II. nad muslimansko vojsko blizu jezera Sevan in ponovno severno od Dvina. Bizantinski cesar Roman I. Lekapen se je kmalu obrnil proti Arabcem v Siriji in do konca svoje vladavine  pustil Ašota II. na položaju kralja Armenije.  
Ašot II. je umrl leta 929 brez sinov ali dedičev. Nasledil ga je brat Abas I.

## Družina
Ašot II. je bil poročen z neimenovano hčerko princa Sahaka Sevade, mogočnega vladarja Gardmana, ki ga je Ašot II. po neuspelem uporu oslepil. Ime njegove žene je včasih navedeno kot Marija. Čeprav kronike Stepanosa Asoghika ne omenjajo nobenih njunih otrok, se kot njuna hčerka včasih navaja  Ripsimija, žena Nikolaja Šišmana in prednica bolgarske dinastije Komitopuli.

## Sedanja Armenija
Leta 2012 je katolikos Karekin II. ob 20. obletnici oboroženih sil Armenije križ, ki naj bi ga Ašot II. nosil s seboj v boj, razglasil za "varuha armenske vojske".
Med parado ob dnevu armenske neodvisnosti leta 2016 so častne straže pred začetkom parade izobesile zastavo kralja Ašota II. Železnega.

## Ašot v kulturi
Ašot II. je pomemben lik v Muracanovem zgodovinskem romanu Gevorg Marzpetuni iz 19. stoletja.